# Itinéraire principal 6 (Portugal)
L'IP6 est une voie rapide portugaise sans profil autoroutier de 16 km qui relie la  N 114  à l'est de Peniche, à l' au sud de Óbidos, en passant à proximité de Serra d'El-Rei.
Voir le tracé de l'IP6 sur GoogleMaps

## État des tronçons
| Tronçon                            | État (2011)       | km |
| ---------------------------------- | ----------------- | -- |
| Peniche ( N 114 ) - Serra d'El-Rei | En service (1993) | 9  |
| Serra d'El-Rei - Óbidos ()         | En service (2006) | 7  |

## Capacité

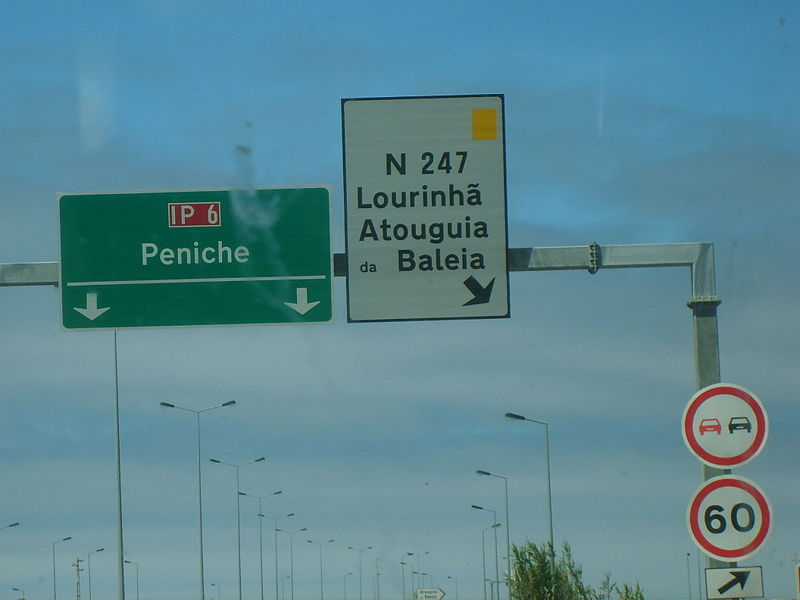
Sortie en direction de Lourinhã et Atouguia da Baleia.

| Section                            | Capacité | Longueur |
| ---------------------------------- | -------- | -------- |
| Peniche ( N 114 ) - Serra d'El-Rei |          | 9 km     |
| Serra d'El-Rei - Óbidos ()         |          | 7 km     |

## Itinéraire

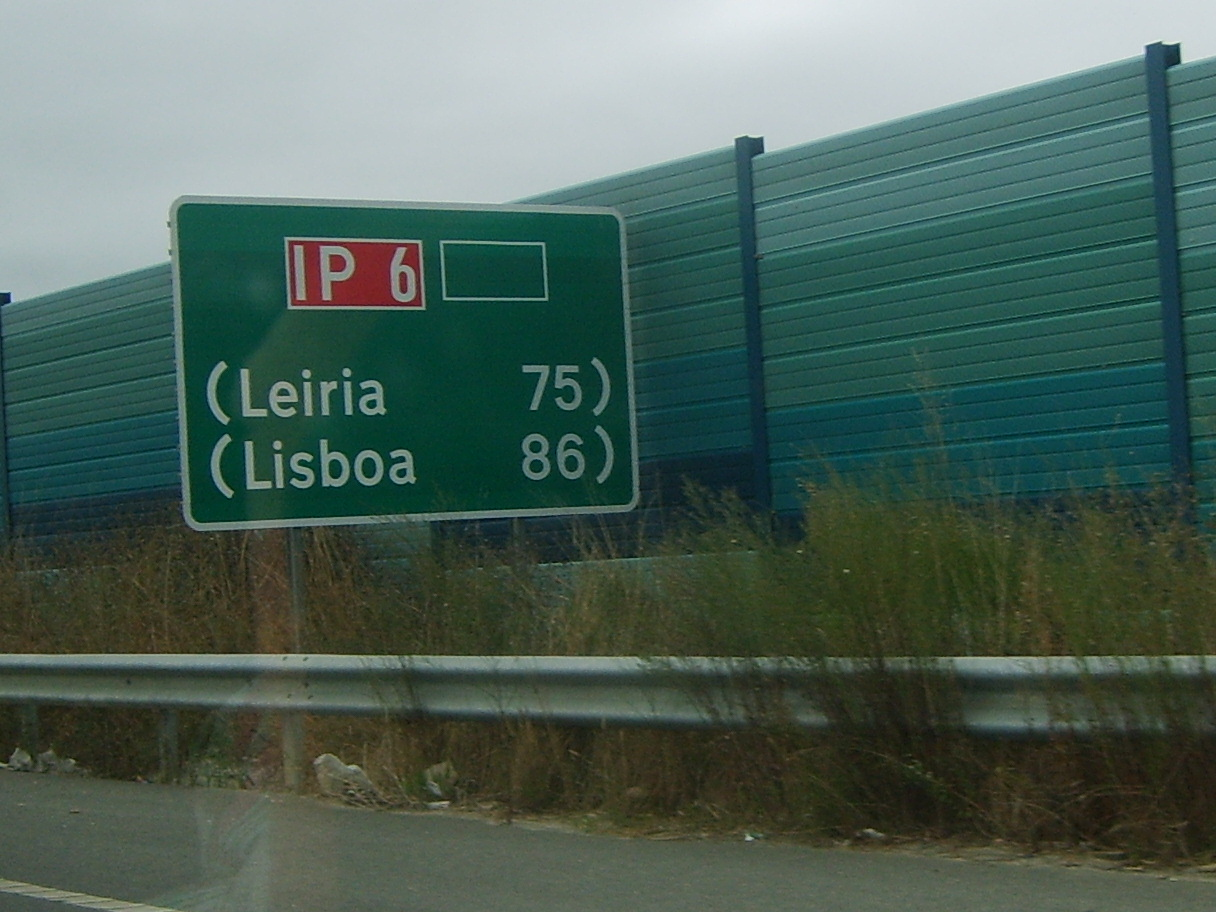
Panneau kilométrique de l'IP6, entre Peniche et Óbidos.

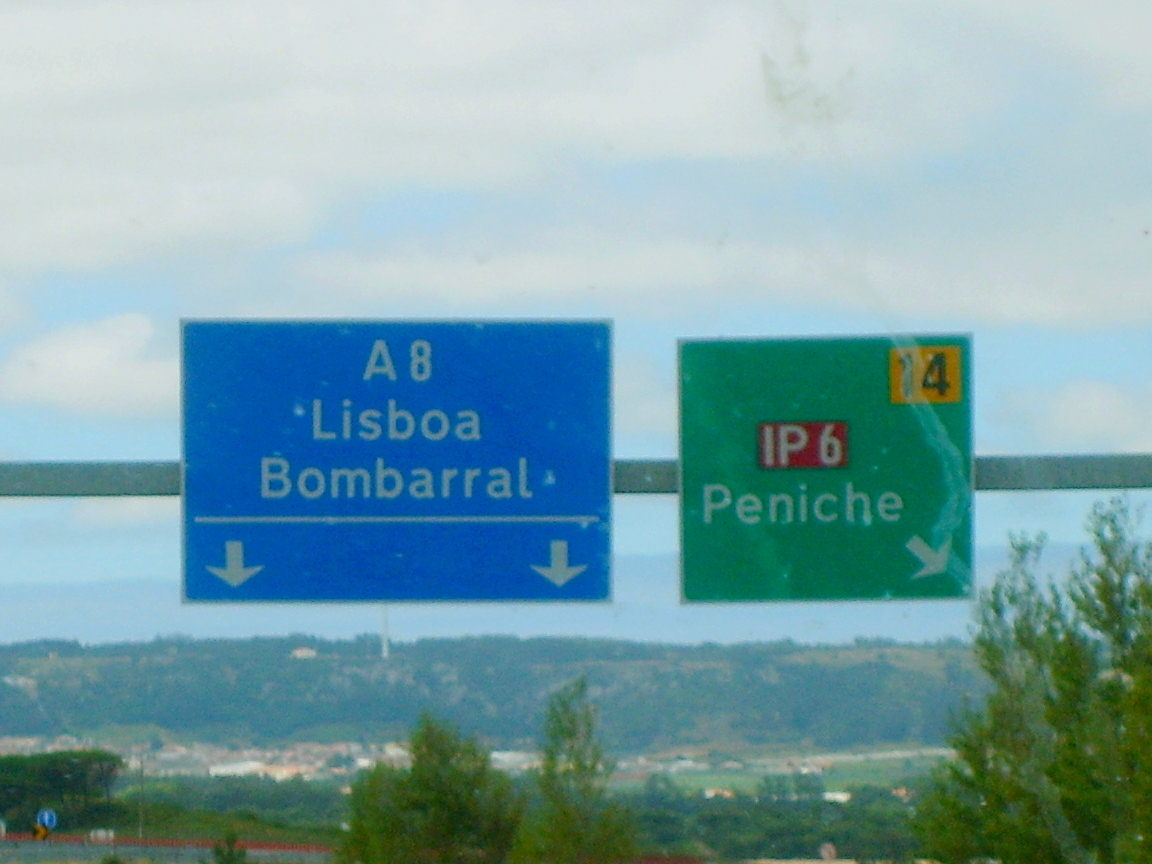
Sortie sur l' en direction de l'IP6, à proximité de Óbidos.

| Sorties                                              | Villes                            |
| ---------------------------------------------------- | --------------------------------- |
| \|Quinta Nova dos Salgados - Peniche N 114           |                                   |
| Sortie                                               | Atouguia da Baleia Lourinhã N 247 |
| Sortie                                               | Serra d'El-Rei                    |
| \|Óbidos - Caldas da Rainha Torres Vedras - Lisbonne |                                   |